# 淡色藻門
淡色藻门（学名：Ochrophyta）是不等鞭毛类的一大部分光合生物。它被分为两个亚门——Phaeista（包括Hypogyristea及Chrysista）和Khakista（包括Bolidomonas及藻纲）。
Chrysoparadoxophyceae綱在兩個亞門以外；還有另外一堆被綜合為Subphylum Ochrophyta incertae sedis這個臨時名稱的亞門級分類單元。
Placidiophyceae纲這個名稱已不再使用，因為其成員在現時的分類已不再屬於淡色藻門，但仍然是不等鞭毛類的一份子。

## 纲
- 矽藻綱 Bacillariophyceae
- 迅游藻纲（英语：Bolidophyceae） Bolidophyceae
- Chrysomerophyceae（英语：Chrysomerophyceae）
- 金藻綱 Chrysophyceae
- Dictyochophyceae（英语：Dictyochophyceae）
- 大眼藻纲 Eustigmatophyceae
- 褐藻纲 Phaeophyceae
- Phaeothamniophyceae（英语：Phaeothamniophyceae）
- Picophagea
- Pinguiophyceae（英语：Pinguiophyceae）
- 针胞藻纲 Raphidophyceae（英语：Raphidophyceae）
- Synchromophyceae（英语：Synchromophyceae）
- 黃藻綱 Xanthophyceae